# In límine
En derecho, in límine o a límine (pronunciación en latín: /ɪn ˈliːmɪˌne/), se refiere al comienzo mismo de un acto judicial (demanda, recurso, etc.), precedido por la presentación misma. Etimológicamente, estas locuciones latinas pueden traducirse como "en el umbral", "en la entrada" o "desde el umbral".

## Rechazo
Es común que el término se use en la expresión "rechazo in límine" o "in límine litis", cuando un juez rechaza el ejercicio de una acción judicial al momento de ser presentada, por no ajustarse a las reglas o requerimientos del procedimiento legalmente establecido.
El vocablo también es empleado fuera del contexto judicial; por ejemplo, puede ser usado para hacer referencia al rechazo de un proyecto por parte de una cámara legislativa.